# L'afusellament de Maximilià
L'afusellament de Maximilià és un quadre del pintor francès Édouard Manet que relata l'execució de l'emperador mexicà Maximilià I de Mèxic, succeïda a Querétaro el 19 de juny de 1867.
Manet va realitzar tres esbossos preparatoris per a aquesta obra, dels quals aquest és el més reeixit i el més conegut a nivell internacional. Probablement ho va fer amb intenció de generar un profund sentiment a la societat parisenca, afectada per l'afusellament de qui va ser arxiduc d'Àustria i a qui el seu governant Napoleó III havia ajudat. També, l'escriptor Víctor Hugo va demanar al president mexicà Benito Juárez perdonar la vida a Maximilià, sent-li negada la petició.

## Anàlisi
ALEop
En aquest quadre es copsa a Miramón i a un soldat revisant el seu fusell. Un fons blau, substituït per un mur de contenció, remarquen l'influeix de Goya. La principal font gràfica del pintor per a aquest quadre són unes fotografies preses el dia de l'execució.
Manet sobresurt aquí a un verisme fotogràfic que permet a l'espectador sentir la impressió del quadre, amb colorit fosc que crea un contrast habitual en la seva producció, predecessora, com la del pintor aragonès, de l'impressionisme.

El tres de maig, de Goya.

Va poder estat influït per El tres de maig de 1808 a Madrid, de Francisco de Goya, que Manet va veure el 1865 al Museu del Prado i mesos més tard en una exposició al Museu del Louvre. També va poder haver vist una còpia de El tres de maig, en un llibre sobre Goya, cap a 1866. Arthur Danto, crític d'art, compara l'obra de Goya amb la de Manet així:
| « | El tres de maig mostra un afusellament en el marc de la Guerra d'Independència Espanyola, quan els francesos van envair Espanya i van raptar a la família reial. Els gals eren impopulars a la península, i també a Mèxic. Va ser en aquest país on els insurrectes els van donar una ferotge batalla en què finalment va triomfar la república. El quadre de Goya és una execució de civils, que estava destinada a despertar l'odi envers els francesos a Espanya. En resum, la pintura de l'aragonès va ser concebuda com un episodi nacionalista. | » |